# Улица Прянишникова (Москва)
У́лица Пря́нишникова находится в Тимирязевском районе Северного административного округа города Москвы.

## Расположение
Улица Прянишникова начинается на перекрёстке с Большой Академической улицей, является продолжением Михалковской улицы. С юга к улице Прянишникова примыкают Тимирязевская улица, Тимирязевский проезд, с севера — Академический проезд. Улица Прянишникова заканчивается тупиком около Нижнего Фермерского пруда.

## История
Статус улицы имеет с 1925 года. Первоначально называлась улица Нижняя Дорога. 3 июня 1948 года переименована в улицу Прянишникова в память об агрохимике и растениеводе академике Дмитрии Николаевиче Прянишникове (1865—1948). У дома № 6 установлен памятник Прянишникову.

## Транспорт
Улица имеет по одной полосе для движения в каждом направлении. На участке от Большой Академической до Тимирязевской улицы на улице Прянишникова расположены трамвайные пути. На улице находится остановка «Университет печати» автобусных маршрутов № 87, 22, 72, 801 и трамвайных маршрутов № 27, 29.
Ближайшая станция метро —  Петровско-Разумовская. Ближайшие станции МЦК —  Коптево и  Лихоборы. Ближайшие железнодорожные платформы —  Лихоборы и  Петровско-Разумовская.

## Памятники
- У дома № 6 — Дмитрию Николаевичу Прянишникову (1973, скульпторы О. В. Квинихидзе, Г. А. Шульц, архитекторы Г. Г. Лебедев, В. А. Петров)[3].
- У дома № 19 — Алексею Николаевичу Костякову.
- При пересечении с Тимирязевской улицей (напротив дома № 19) — Митрофану Кузьмичу Турскому.

Памятник Д. Н. Прянишникову у учебного корпуса МСХА.
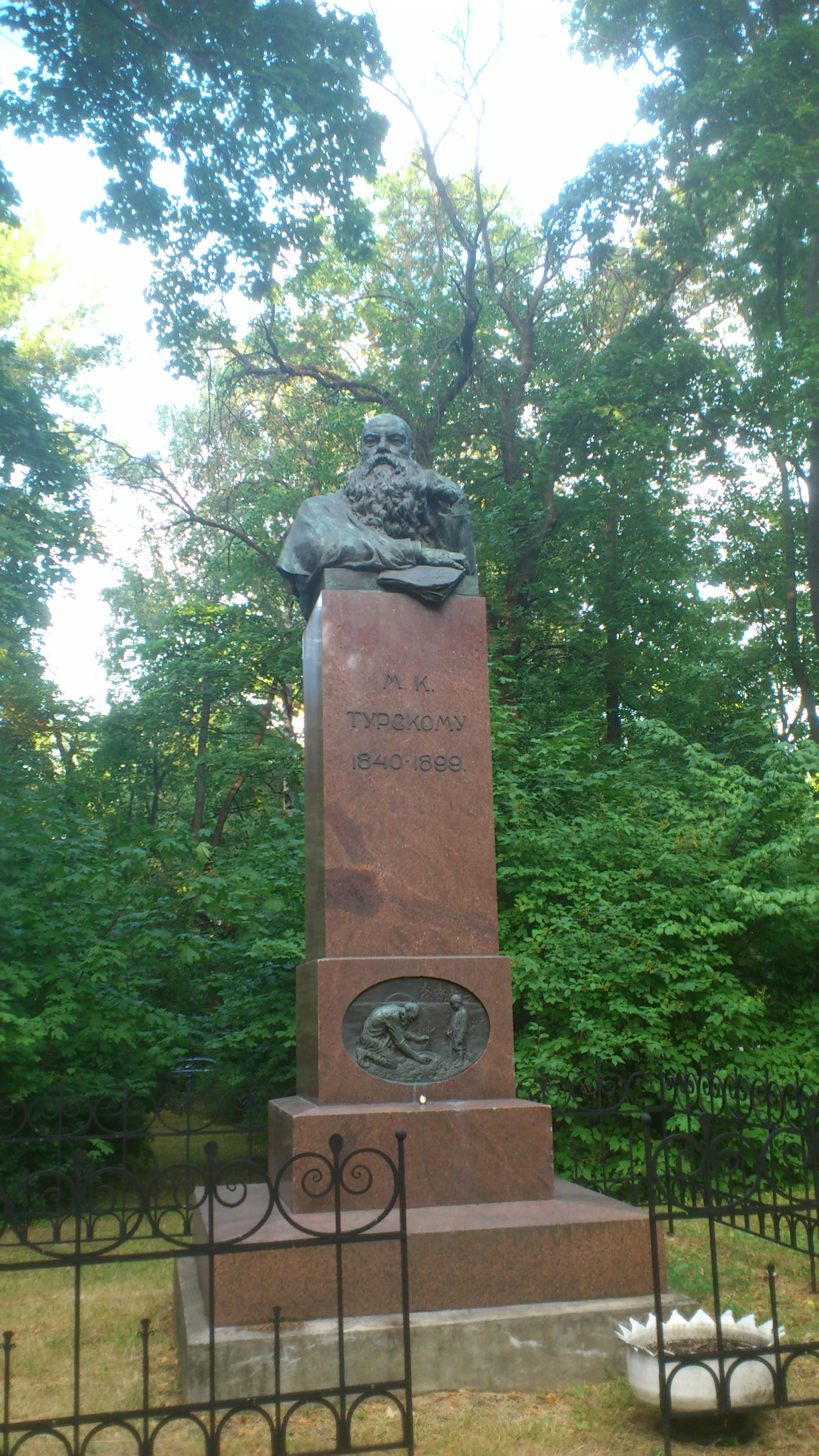
Памятник М. К. Турскому

## Здания и сооружения
- № 2 — Водокачка XVIII века. Заявленный объект культурного наследия[4].
- № 2А — Московский государственный университет печати.
- № 6, стр. 5 — Ботанический сад имени С. И. Ростовцева.
- № 12 — Метеорологическая обсерватория им. Михельсон, Владимир Александрович. Выявленный объект культурного наследия[5].
- № 17 — Манеж в ансамбле усадьбы «Петровско-Разумовское». Памятник архитектуры регионального значения[6].
- № 19 — Московский государственный университет природообустройства.
- № 21 — Дом священника храма апостолов Петра и Павла в Петровско-Разумовском  памятник архитектуры (вновь выявленный объект)[7]. Здесь провёл детство художник А. Я. Головин. Здание также связано с именами ученых - биолога С.Н.Боголюбского и создателя теории машин и механизмов И.И.Артоболевского. С 2007 по 2016 год собственником дома являлось ЗАО "АДАПТ Инвест", использовавшее его под склад. ЗАО "АДАПТ Инвест" неоднократно привлекалось к административной ответственности за неисполнение предписаний об устранении выявленных нарушений эксплуатации и содержания памятника. В марте 2016 года Мосгорнаследие добилось судебного решения об изъятии памятника у собственника[8]. Дом находится в бесхозном состоянии и требует безотлагательной реставрации.[9]
- № 31 — Здание института удобрений, агротехники и агропочвоведения. Здесь работал академик Д. Н. Прянишников. Здание является выявленным объектом культурного наследия[10].

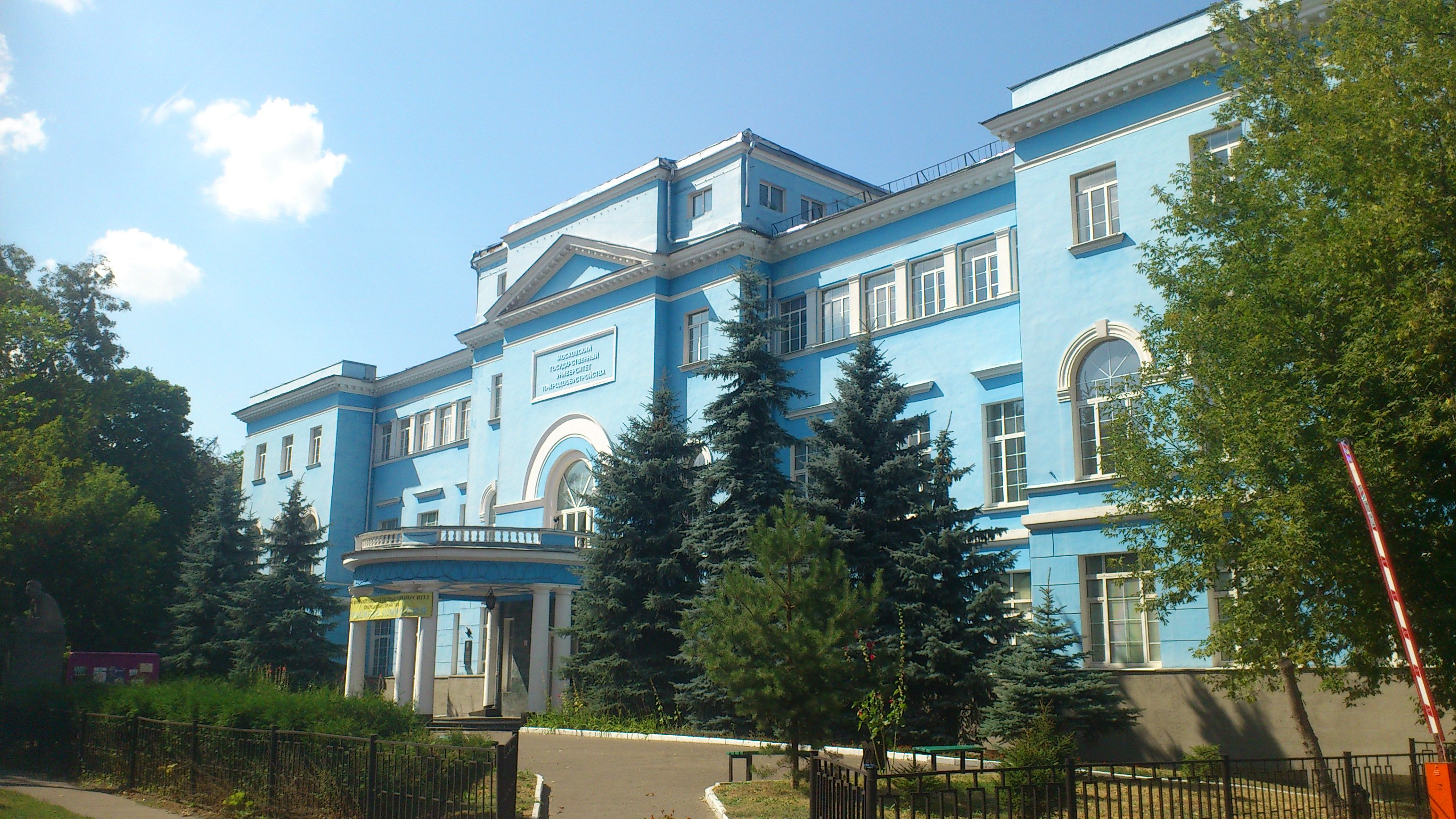
Московский государственный университет природообустройства.
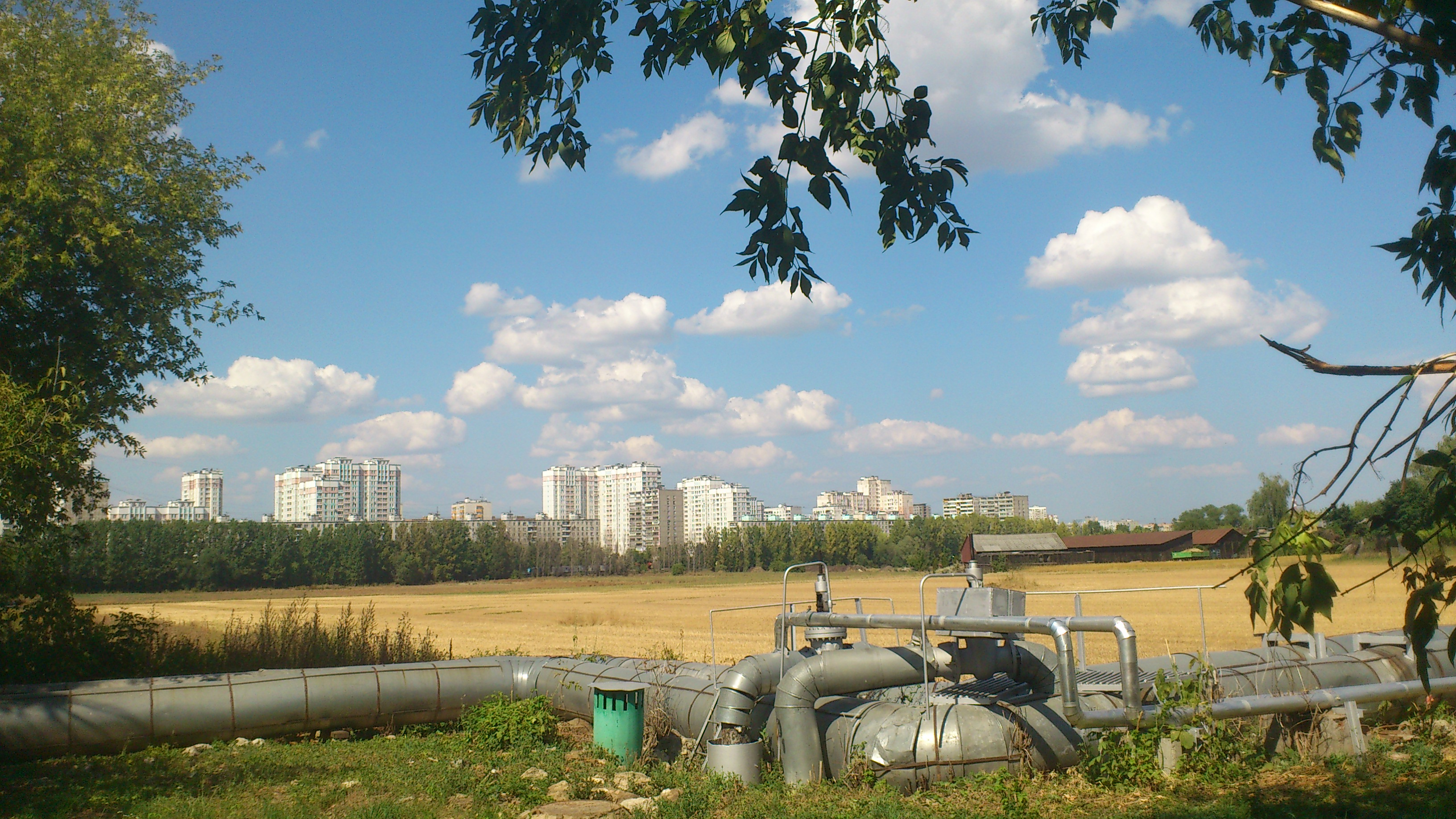
Северное опытное поле МСХА. Вид с улицы Прянишникова.

## Тоннель
В рамках строительства 2 участка Северо-Западной хорды предполагается реконструкция Большой Академической улицы; построен Михалковский тоннель под перекрёстком улиц Большой Академической и Прянишникова/Михалковской (к северу от тоннеля — Михалковская; к югу — Прянишникова). Тоннель имеет длину 410 м (закрытая часть — 110 м), вдоль него построены боковые проезды для съезда-заезда на Михалковскую улицу, а также развороты.